# Naya (entreprise)
Pour les articles homonymes, voir Naya.
Naya est la marque d'une entreprise collectant l'eau de source naturelle puisée à Mirabel, dans la région des Laurentides (Québec, Canada).

## Histoire
Le nom « Naya » tient son origine du mot naïades. Les fondateurs de Naya découvrent la source au pied des Laurentides, à Mirabel, au nord de Montréal. En 1986, l’usine est inaugurée au même endroit afin que l’eau puisse être embouteillée. Dans les années 2000, un travail est fait sur le mode de fabrication des bouteilles, en plastique recyclé.
Propriété de Danone, qui l'avait rachetée à son fondateur, Naya est acquise en 2009 par une firme d'investissement du Connecticut, Catterton Partners. En 2013, l'entreprise vend le bâtiment de l'usine dans le cadre d'une cession-bail.
Naya est redevenue une société à propriété et exploitation 100% Québécoise en mars 2021,.